# Marten, Bulgaria
Marten (în bulgară Мартен) este un oraș în partea de nord a Bulgariei, pe Dunăre, situtat la est de Ruse. Aparține de  Obștina Ruse, Regiunea Ruse.

## Demografie
Componența etnică a orașului Marten
     Bulgari (90,71%)
     Turci (2,94%)
     Nicio identificare (5,18%)
     Altele (1,36%)
La recensământul din 2011, populația orașului Marten era de 3.662 locuitori. Din punct de vedere etnic, majoritatea locuitorilor (90,71%) erau bulgari, cu o minoritate de turci (2,94%). Pentru 5,18% din locuitori nu este cunoscută apartenența etnică.